# Paul Henricot
Pour les articles homonymes, voir Henricot.
Paul Emile Constant Henricot, né le 5 septembre 1873 à Court-Saint-Étienne et décédé le 30 mai 1948 à Bruxelles fut un homme politique belge libéral wallon.
Il fut ingénieur et industriel. Il fut élu conseiller communal de Court-Saint-Étienne et sénateur provincial de la province de Brabant dès 1925.

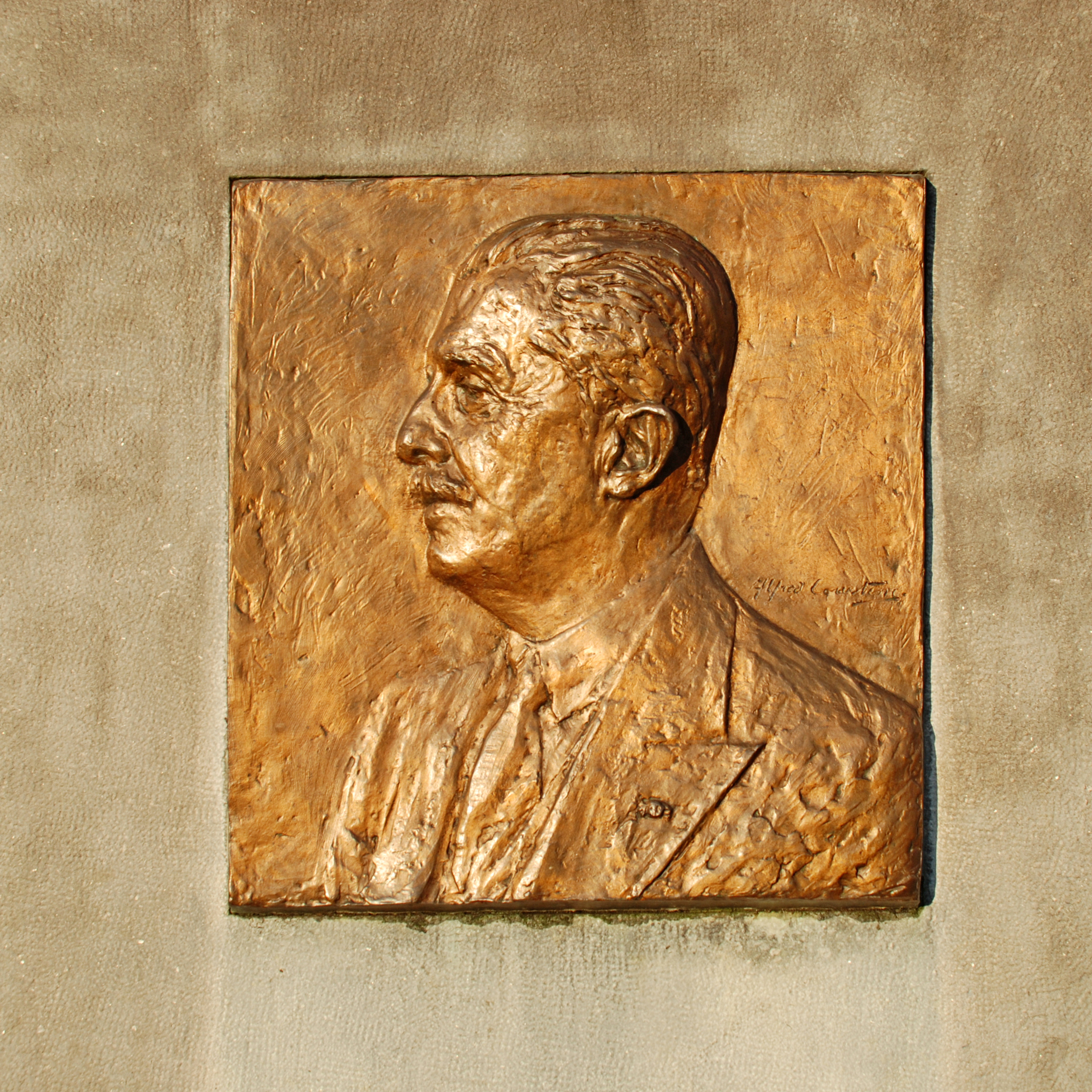
Buste de Paul Henricot réalisé par Alfred Courtens, sur la stèle de Court-Saint-Étienne.

## Généalogie
- Il est le fils d'Émile Henricot (1838-1910) et Anne Rucquoy (1851-1929).
- Il épousa Célina Cousin (1880-1969) le 17 décembre 1901 Ils sont parents de deux enfants;
  - Jacques (1903-1970), qui épousa le 20 novembre 1930 Andrée Nolf (1906-1986).
  - Suzanne (1907-1985), qui épousa le 21 novembre 1929 le baron et sénateur Pierre Warnant (1905-1967).